# 小行星10850
小行星10850（10850 Denso）是一颗绕太阳运转的小行星，为主小行星带小行星。该小行星于1995年1月26日发现。
該小行星以汽車零部件供應商電裝命名。

## 轨道参数
小行星10850的轨道半长轴为2.2115756 UA，离心率为0.190。